# Sven Lindvall
Sven David Niclas Lindvall, född 9 december 1964 i Karlstad, är en svensk basist, och bror till trummisen Per Lindvall. Han har spelat i grupper som Electric Banana Band, Bronk (tillsammans med Per Lindvall och Staffan Astner), det norska bandet A-ha, och jazzbandet Kullrusk samt medverkat på skivor av ett flertal olika svenska artister, såsom Efva Attling, Peter LeMarc, Anne-Lie Rydé, Nils Landgren, Titiyo, Freda', Cajsa Stina Åkerström, Lisa Nilsson, Louise Hoffsten, Joey Tempest, Totta Näslund, Dilba, Jerry Williams, Plura Jonsson, Eric Gadd, Christer Sandelin, Mauro Scocco, Janne Schaffer, Sylvia Vrethammar, Rebecka Törnqvist, Rolf Wikström, Anna Ternheim, Thomas Di Leva och Caroline af Ugglas.